# Chima Moneke
Nwachukwu Iheukwumere Chima Moneke (Abuya, Nigeria, 24 de diciembre de 1995) es un baloncestista nigeriano que pertenece a la plantilla del Estrella Roja de Belgrado de la ABA Liga. Con 1,98 metros de estatura, juega en la posición de ala-pívot.

## Trayectoria deportiva
Es un jugador nacido en Abuya (Nigeria), aunque se crio en Canberra (Australia), donde comenzó a jugar en categoría escolar.

### Universidad
En 2013 se enrola en la Northeast Community College en la que permaneció durante dos campañas (2013-15), en el segundo de los cuales firmaría 17 puntos, 12.1 rebotes y 2 tapones por encuentro.
Sus números le permitieron lograr el transfer a la Universidad de California en Davis. Tras el correspondiente año en blanco, en la temporada 2016-17 con los UC Davis Aggies, promedió 14.6 puntos, 9.5 rebotes y 1.4 tapones por encuentro, con 14 dobles-dobles en puntos y rebotes. 
En la temporada 2017-18, con los UC Davis Aggies promedió 18.4 puntos, 9.6 rebotes y 1.1 tapones por actuación en 21 partidos. En febrero de 2018 cuando los UC Davis Aggies comunicaban la suspensión indefinida de Moneke por haber incumplido las reglas de conducta de la Universidad.

### Profesional
Tras no ser elegido en el Draft de la NBA de 2018, en verano de 2018 firmó su primer contrato profesional con el Rouen Métrople Basket de la Pro B francesa.
En noviembre de 2018 saldría de Rouen Métrople Basket para firmar por el Denain ASC Voltaire también de la Pro B francesa. En equipo promediaría 14.3 puntos, 6.6 rebotes y 1.7 asistencias en 27 partidos.
En la temporada 2019-20 firma por el Béliers de Quimper UJAP 1984 de la Pro B francesa, en el que promedia 15.8 puntos, 6.75 rebotes y 1.7 asistencias por encuentro.
En la temporada 2020-21 firma por el Orléans Loiret Basket de la Ligue Nationale de Basket-ball francesa, con unos promedios de 12.5 puntos, 6 rebotes, 1.8 asistencias y casi un tapón por actuación en los 21 partidos disputados.
El 13 de julio de 2021, firma por dos temporadas con el Bàsquet Manresa de la Liga Endesa.
El 15 de julio de 2022, firma un contrato de dos años con los Sacramento Kings de la NBA. Pero el 5 de enero de 2023 es cortado tras dos encuentros en la NBA.
El 16 de enero de 2023, fichó por el AS Monaco de la LNB Pro A francesa.
El 19 de julio de 2023 se anunció su fichaje por el Saski Baskonia de la liga ACB por dos temporadas.
El 24 de junio de 2025 firma por el Estrella Roja de Belgrado que disputa la Liga Serbia de Baloncesto (KLS), la ABA Liga y la Euroliga.

## Selección nacional
Es internacional con la selección de baloncesto de Nigeria con la que debutaría en 2020, jugando 3 partidos clasificatorios para el Afrobasket. En 2021, sería convocado para la preselección de disputar los Juegos Olímpicos de Tokio 2021.

## Estadísticas de su carrera en la NBA

### Temporada regular
| Año     | Equipo     | PJ | PT | MPP | %TC  | %3P | %TL  | RPP | APP | ROB | TPP | PPP |
| ------- | ---------- | -- | -- | --- | ---- | --- | ---- | --- | --- | --- | --- | --- |
| 2022-23 | Sacramento | 2  | 0  | 4.0 | .500 | -   | .000 | 1.0 | .5  | .0  | .0  | 1.0 |
| Total   | Total      | 2  | 0  | 4.0 | .500 | -   | .000 | 1.0 | .5  | .0  | .0  | 1.0 |